# Ion Geantă
Ion Geantă   (Alexandru Vlahuță, 12 de setembre de 1959 - 2 de juliol de 2019) fou un piragüista romanès que va competir durant les dècades de 1970 i 1980.
El 1980 va prendre part en els Jocs Olímpics d'Estiu de Moscou, on guanyà la medalla de plata en la prova del K-4 1.000 metres del programa de piragüisme. Formà equip amb Mihai Zafiu, Vasile Dîba i Nicuşor Eşanu. Quatre anys més tard, als Jocs de Los Angeles, quedà emilinat en sèries en la prova del K-2 1.000 metres.